# Dienstgebäude der Königlichen Eisenbahndirektion Berlin

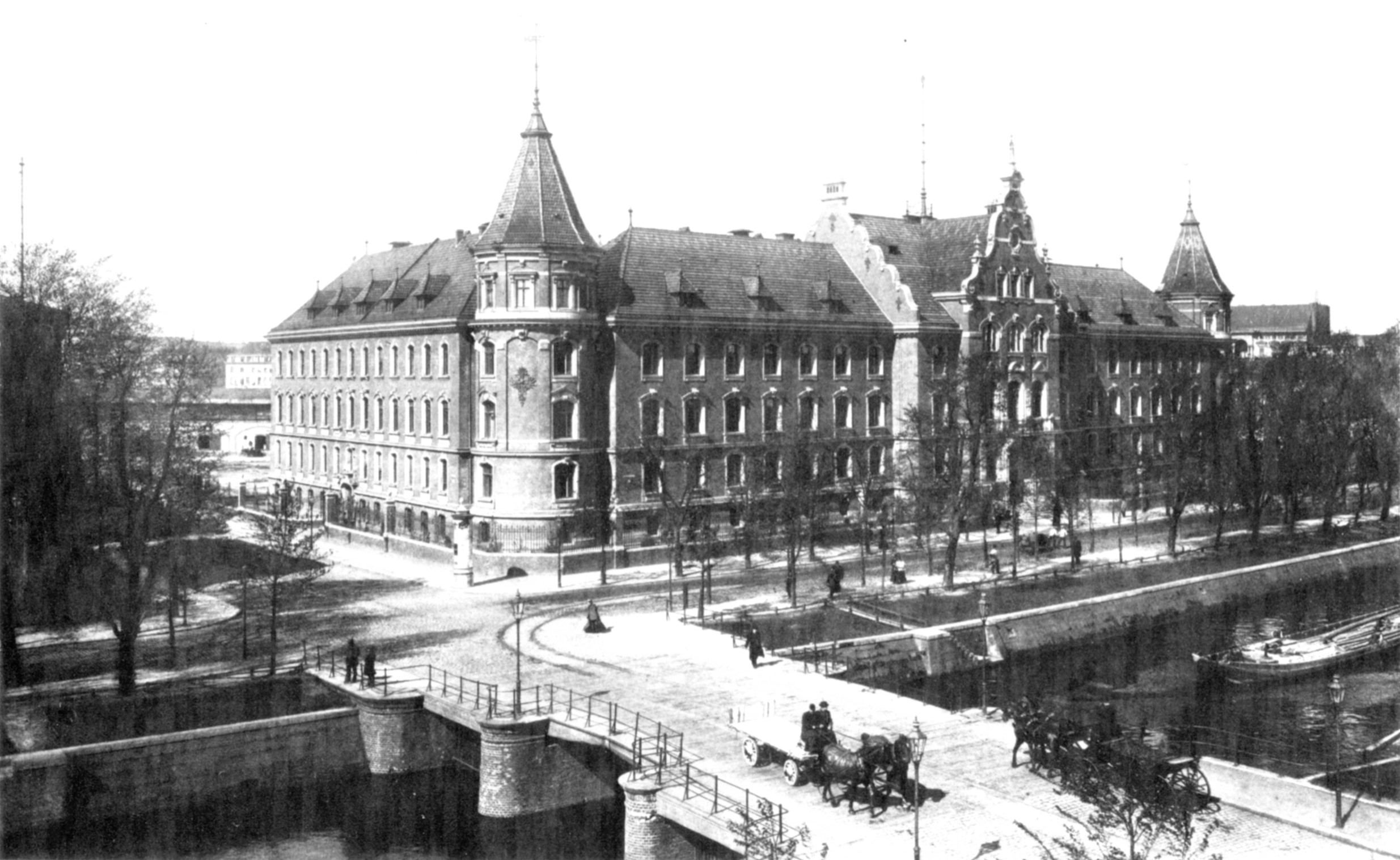
Ansicht der Königlichen Eisenbahndirektion Berlin um 1896

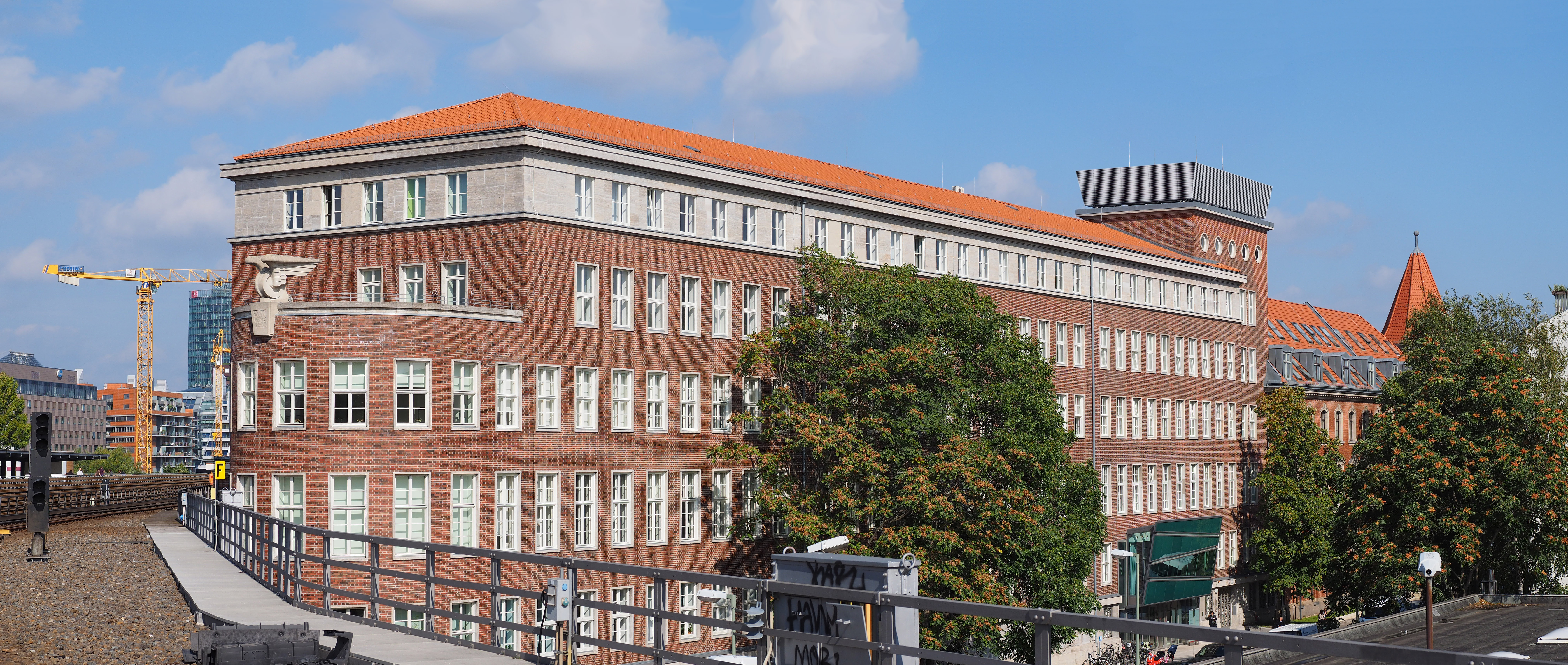
Blick auf das ehemalige Dienstgebäude der Königlichen Eisenbahndirektion vom unteren Bahnsteig des U-Bahnhofs Gleisdreieck aus gesehen

Das ehemalige Dienstgebäude der Königlichen Eisenbahndirektion Berlin am Schöneberger Ufer 1–3 im Bezirk Friedrichshain-Kreuzberg wurde 1892 bis 1895 als Sitz der Königlichen Eisenbahndirektion Berlin, die dem preußischen Ministerium der öffentlichen Arbeiten  unterstellt war, errichtet. Der nach Plänen des Architekten Armin Wegner errichtete, aus Kostengründen eher zurückhaltende, historistische Verwaltungsbau in den Formen der deutschen Neorenaissance diente nach Übergang der Preußischen Staatseisenbahnen per 1. April 1920 in die Reichseisenbahn, der späteren Deutschen Reichsbahn, als Sitz der Reichsbahndirektion Berlin. Heute befindet sich das Gebäude im Eigentum der Immobiliengesellschaft Vivico.
Die exterritoriale Lage in West-Berlin führte in der Nachkriegszeit zu verschiedenen Zwischenfällen zwischen der sowjetischen und amerikanischen Besatzungsmacht sowie der West-Berliner Polizei, bis die Deutsche Reichsbahn 1958 mit der Nutzung als Poliklinik für die West-Berliner Reichsbahnangestellten eine weniger konfliktträchtige Verwendung fand. Nach der Generalsanierung von 1991 bis 1995, einem Intermezzo als Zentrale der Berliner Niederlassung der Deutschen Bahn bis 2002 und einem längeren Leerstand diente das ehemalige Dienstgebäude seit Anfang 2006 u. a. als Hauptsitz von Bombardier Transportation. Seit 2017 ist das Gebäude der Standort der Bundespolizeidirektion 11. Neben der GSG 9 der Bundespolizei gehören auch der Bundespolizei-Flugdienst sowie die Dienststellen Polizeiliche Schutzaufgaben Ausland der Bundespolizei, Besondere Schutzaufgaben Luftverkehr der Bundespolizei und die Einsatz- und Ermittlungsunterstützung der Bundespolizei zu den operativen Einheiten der Behörde.

## Die Königliche Eisenbahndirektion Berlin – der Bauherr
Die dem Ministerium der öffentlichen Arbeiten unterstellte Verwaltung der Preußischen Staatseisenbahnen gliederte sich bis 1895 in elf Eisenbahndirektionen, denen 75 Betriebsämter unterstellt waren. Die Direktion mit Sitz in Berlin war zwar mit 587 Kilometern diejenige mit dem kleinsten Anteil am Streckennetz, wies aber mit dem Bahnknoten Berlin ein erhebliches Verkehrsaufkommen auf. Sie war 1880 aus der bereits 1852 aufgekauften Niederschlesisch-Märkischen Eisenbahn hervorgegangen. Mit der Verstaatlichung der Berliner Eisenbahnen, wie der Berlin-Potsdam-Magdeburger Eisenbahn oder der Berlin-Anhaltischen Eisenbahn in den Jahren 1878 bis 1887 wuchs sie zu einer großen Behörde mit zahlreichen Beamten. In ihrer Verantwortung lagen die Stadtbahn, die Ringbahn, alle Berliner Bahnhöfe und der Vorortverkehr wie etwa der Berlin-Dresdner Eisenbahn bis Zossen. Die Unterbringung in zahlreichen angemieteten Privatgebäuden in der Gegend des Leipziger Platzes, an der Koppenstraße 88–89 und in ehemaligen Verwaltungsräumlichkeiten der verstaatlichten Eisenbahnen wie im Güterbahnhof des Anhalter Bahnhofs und im Görlitzer Bahnhof erschwerte die Verwaltungsabläufe und war wirtschaftlich nicht sinnvoll. Ein neues Verwaltungsgebäude sollte die verschiedenen Abteilungen in einem Haus zusammenfassen und bot die willkommene Gelegenheit, die Bedeutung der Eisenbahndirektion Berlin gegen außen würdig in Erscheinung treten zu lassen.
Bau und Bezug des Dienstgebäudes war auch Anlass zu einer tiefgreifenden Umgestaltung der preußischen Staatseisenbahnen. Im Februar 1895, kurz vor Bezug des Neubaus, organisierte Karl von Thielen, Minister der öffentlichen Arbeiten, mit der Genehmigung durch Kaiser Wilhelm II. vom 15. Dezember 1894 die Verwaltung der Preußischen Staatseisenbahnen per 1. April 1895 neu in 20 Direktionen. Die Eisenbahndirektion Berlin gliederte sich nun in 9 Betriebsinspektionen, 3 Maschineninspektionen, 13 Werkstätteninspektionen, eine Telegrafeninspektion und 4 Verkehrsinspektionen. Der Personalbestand der Verwaltung der Direktion Berlin setzte sich zusammen aus einem Präsidenten, 15 Mitgliedern des Direktoriums, 10 Hilfsarbeitern, einem Rechnungsdirektor, einem Haupt-Cassenrendanten (Rechnungsführer) und 580 Büroangestellten. Der Neubau war also auf ungefähr 600 Beamte und Angestellte auszurichten.

## Lage, Planungs- und Bauphase

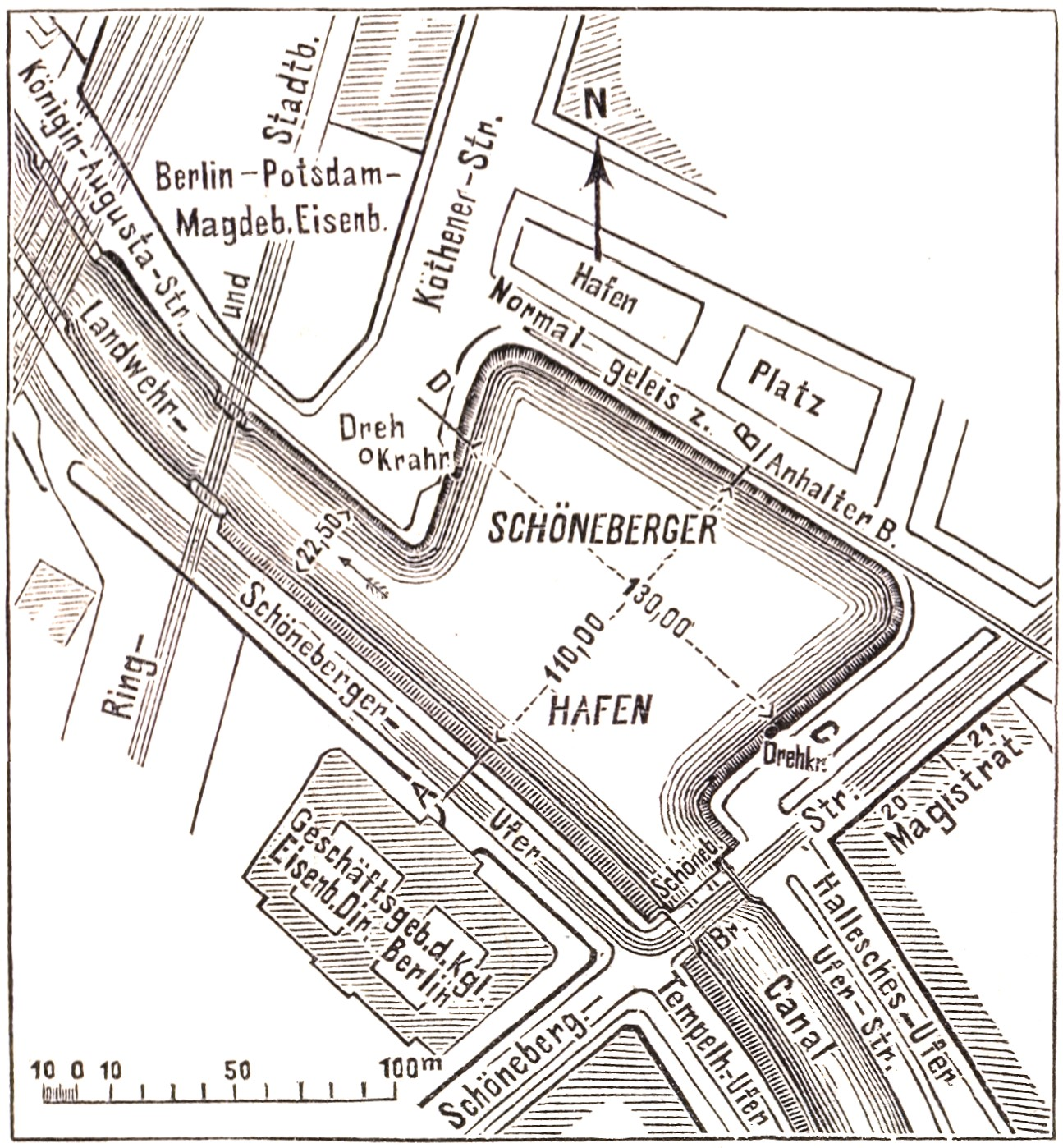
Lageplan zum Zeitpunkt der Errichtung

Der Bauplatz am Schöneberger Ufer am Landwehrkanal gegenüber dem Schöneberger Hafen lag auf einem Areal, das die Gleisstränge des Anhalter und Potsdamer Bahnhofs prägten. Das Grundstück befand sich bereits im Besitz der Staatseisenbahnverwaltung. Die Lage war wegen der zahlreichen Gleisanlagen und Bahnbetriebsbauten mit ihren Immissionen für private Bauherren nicht attraktiv, sodass die Verwaltung nicht auf einen gewinnbringenden Verkauf spekulieren konnte. Für den Staat ergab sich neben der Kostenersparnis durch die geringen Grundstückskosten auch die Gelegenheit, den seit 1852 bestehenden Schöneberger Hafen durch das am gegenüberliegenden Ufer liegende neue Dienstgebäude architektonisch zu fassen. Die allseitig freie Lage der Bauparzelle ermöglichte als weiterer Vorteil ein freistehendes, repräsentativeres Gebäude.
Die Pläne entstanden in der internen Bauabteilung der Königlichen Eisenbahndirektion Berlin. Der Eisenbahn-Bauinspektor für das Hochbaufach Armin Wegner und seine Mitarbeiter B. Schwarz und Regierungsbaumeister W. Kern zeichneten für die Pläne verantwortlich. Das Bauprogramm forderte Geschäftsräume für annähernd 600 Beamte, davon 35 Büros für höhere Beamte. Abgesehen von Dienstwohnungen für zwei Unterbeamte und den Pförtner im Sockelgeschoss verzichtete der Bauherr auf die seinerzeit üblichen Dienstwohnungen für höhere Beamte. Die ursprünglichen Pläne erfuhren noch während der Ausführung des Baues laufend Änderungen, die der bereits bei der Planung beteiligte Regierungsbaumeister W. Kern leitete.
Im Herbst 1891 begannen die Bauarbeiten nach Räumung der bisher als Lagerplätze vermieteten Teile der Parzelle mit der Gründung des künftigen Sitzes der Eisenbahndirektion. Der sumpfige, von ehemaligen Wasserläufen durchzogene Baugrund erwies sich wie erwartet als schwierig. Das Fundament aus Zementbeton reichte mit seiner Sohle durchschnittlich 2,5 Meter, stellenweise auch 4,0 Meter unter den durch den nahen Landwehrkanal sehr hohen Grundwasserspiegel. Die Kosten von 200.000 Mark für die Gründung verursachten ein Achtel der Gesamtbaukosten von 1,6 Millionen Mark. Der Rohbau entstand vom Herbst des folgenden Jahres bis 1894, sodass der Innenausbau 1895 vollendet und das Gebäude im Februar 1895 bezogen werden konnte.

## Das „Schloss“ der Eisenbahndirektion
Der schlossartige Ursprungsbau bezog sich bei seiner Erbauung auf das Becken des 1959/1960 zugeschütteten ehemaligen Schöneberger Hafens, an dessen Stelle sich heute der Mendelssohn-Bartholdy-Park befindet. Über dem trapezförmigen Grundriss, der sich aus der Flucht des Schöneberger Ufers und der Schöneberger Straße sowie dem Wunsch nach einer symmetrischen Gebäudeform ergab, erhebt sich im Norden die 97,30 Meter lange Hauptfront und die je 53,91 Meter langen Seitenfronten im Osten und im Westen. Zwei Ecktürme mit Kegeldächern kaschieren geschickt die nicht rechtwinkligen Ecken zwischen der Haupt- und den Seitenfassaden. Die wenig gegliederte Baumasse umschließt im Inneren zwei begrünte Höfe von je 550 Quadratmeter. Der an der Hauptfront vortretende Mittelbau verbindet den vorderen Gebäudeflügel am Schöneberger Ufer mit dem Hinterflügel und trennt gleichzeitig die beiden Innenhöfe.
Über dem auf Straßenniveau liegenden Sockelgeschoss erheben sich drei Geschosse, zu denen sich im Mittelbau und im Hinterflügel ein viertes Geschoss gesellt. Auf ein Kellergeschoss wurde verzichtet, da kein Bedarf bestand und der hohe Grundwasserstand aufwändige Abdichtungen erfordert hätte. Ein ursprünglich mit braunen Falzziegeln eingedecktes hohes Satteldach mit einem durch farbige Ziegeln eingelegten Muster unterhalb des Firstes schließt den Bau nach oben ab. Durch den Ausbau des Dachgeschosses 1992 bis 1995 verdoppelte sich die Zahl der ursprünglich vorhandenen Dachgauben und zahlreiche Dachfenster veränderten die Dachlandschaft.

### Geschäftsräume

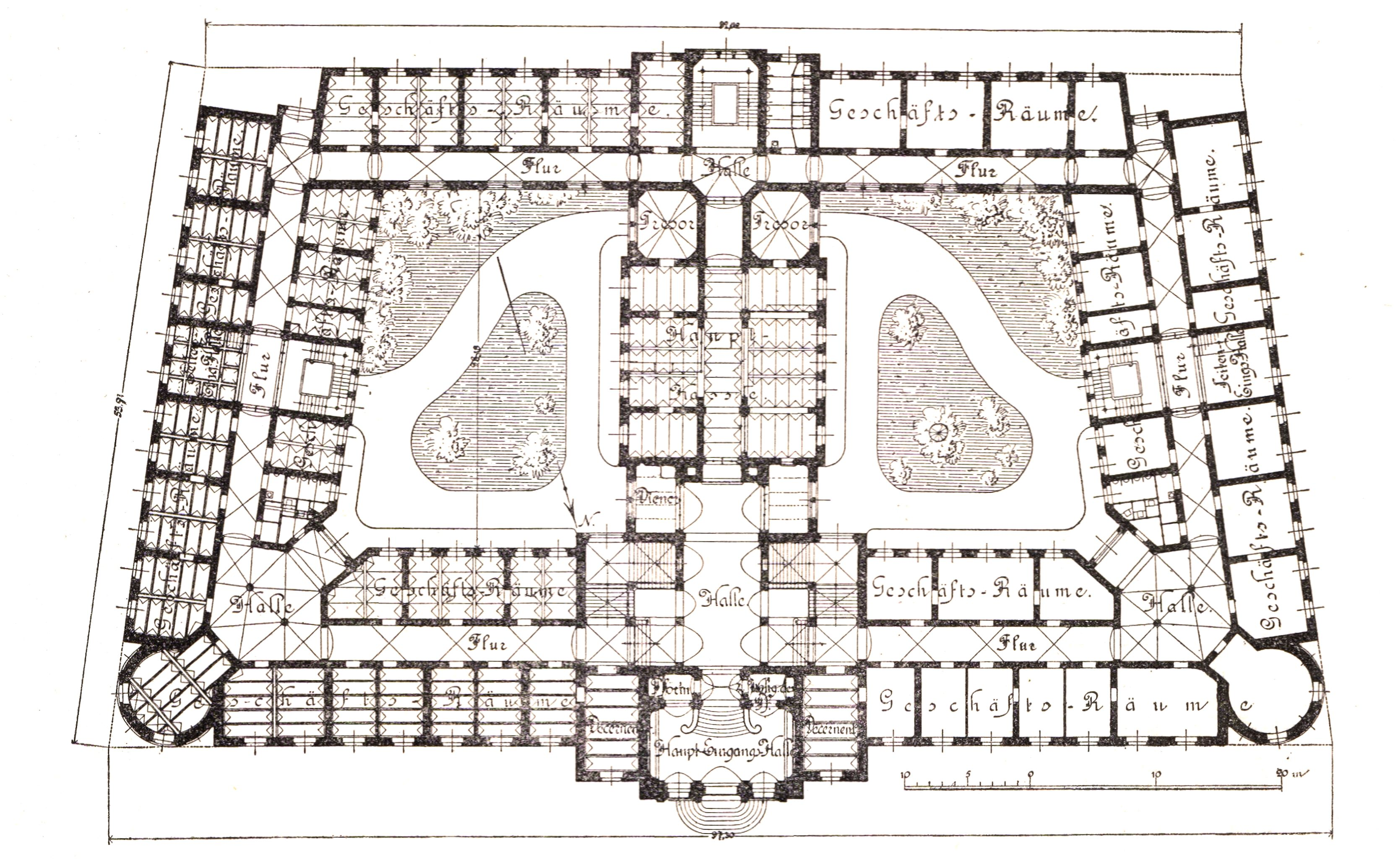
Grundriss des Erdgeschosses, auf der linken Seite sind die Deckenformen eingezeichnet

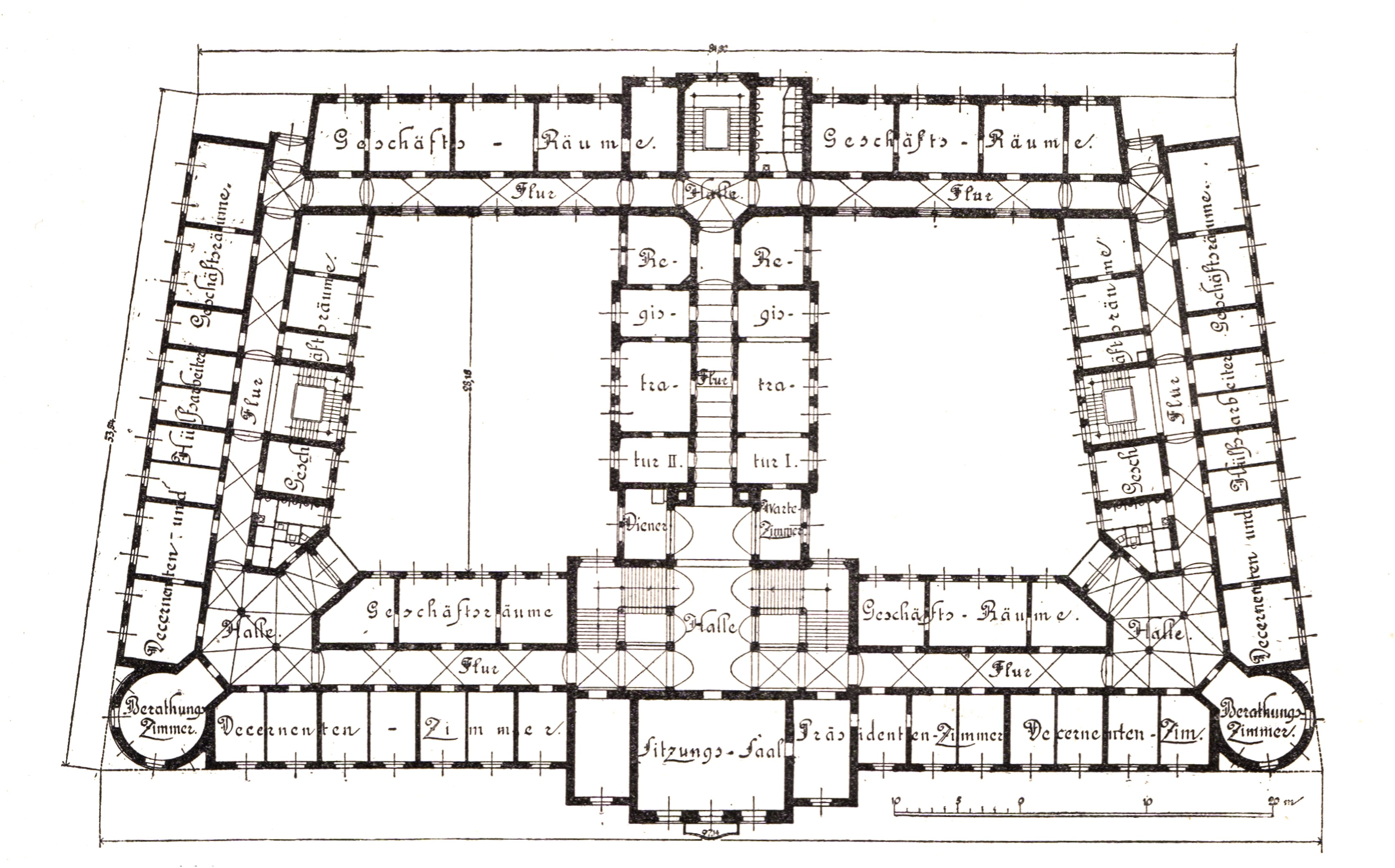
Grundriss des Obergeschosses

Im wenig repräsentativen und eher düsteren Sockelgeschoss fanden 1895 neben wenigen Büros und den Unterbeamtenwohnungen nur untergeordnete Einrichtungen der Direktion ihren Platz. Dazu zählten die Fahrkartendruckerei der beiden Direktionsbezirke Berlin und Stettin, das Lager für Drucksachen der Eisenbahndirektion und im Mittelbau die Zentralheizung.
In den drei oberen Geschossen reihte sich im Haupt- und den beiden Seitenflügeln an den Außen- und Hoffassaden Büro an Büro zu beiden Seiten eines umlaufenden Ganges. Im schmaleren Hinterflügel verzichtete Wegner aufgrund der schlechteren Lichtverhältnisse auf die Büros gegen die Hofseite. Die Räume mit einem oder zwei Fenstern dienten je nach Raumgröße und Stellung der Inhaber einem bis drei Beamten. Nur die Kasse und die Registraturen im Mittelbau verfügten über größere Gemeinschaftsbüros für mehrere Beamte. Bemerkenswert modern erscheinen die Scheidewände der Büros aus Zementdielen, um den Bedürfnissen der Erweiterung einzelner Räume nach Möglichkeit entsprechen zu können.
Die vornehmsten Geschäftsräume befanden sich im ersten Obergeschoss, dem auch mit seiner Geschosshöhe von 4,3 Metern ausgezeichneten Piano nobile. Die Geschosshöhe von 4,0 Metern im Erdgeschoss beziehungsweise 3,8 Metern im zweiten Obergeschoss empfanden Fachkollegen seinerzeit als zu gering. Die Deutsche Bauzeitung kritisierte in ihrem Bericht vom Rundgang der Mitglieder des Architektenvereins zu Berlin im Neubau am 20. Mai 1895 die aus Sparsamkeitsgründen auf ein sonst bei öffentlichen Gebäuden nicht übliches Mindestmaass herabgesetzte Geschosshöhe, welche die Innenräume etwas gedrückt erscheinen lasse. In der Mitte des Mittelbaues, gut abgeschirmt im Inneren des Gebäudekomplexes lag die Hauptkasse der Direktion mit ihren beiden Tresoren. Der überhohe Sitzungssaal in der Mittelachse und das anstoßende Präsidentenzimmer im ersten Obergeschoss gestaltete Wegner der Bedeutung entsprechend aufwändig mit Gipsdecken und Wandgestaltungen im Stil der Neorenaissance. Für Beratungen mit den Dezernenten, deren Büros sich in den anschließenden Zimmern befanden, standen zwei Beratungszimmer in den Türmen zur Verfügung. Der gut beleuchtete Zeichensaal im dritten Geschoss über dem Sitzungszimmer gehörte wohl zur Bauabteilung der Direktion, dem Dienstbereich Wegners.

### Treppenhäuser, Eingangshalle und Flure
Vier Treppenhäuser in der Mitte eines jeden Flügels verbinden die Stockwerke untereinander. Am aufwändigsten gestaltet ist das Haupttreppenhaus, das ungefähr die Hälfte der Fläche des Mittelbaues im Hauptflügel einnimmt. Es besteht vom Erdgeschoss bis zum zweiten Obergeschoss aus einer jeweils 6 Meter breiten und 16 Meter langen Halle, an deren Längsseiten sich je zwei 3,2 Meter breite Treppenläufe mit Viertelpodesten aus Granit anschließen. Das erste Viertelpodest der Treppen im Erdgeschoss ermöglicht den Austritt in den Flur. Flache Tonnengewölbe mit Stichkappen überwölben die Hallen im Erdgeschoss und ersten Obergeschoss, während Kreuzgewölbe mit flachen Stuckornamenten die Treppenläufe überdecken. Kräftige Pfeiler aus Udelfanger Sandstein tragen die Korbbögen. Wegen der geringeren Geschosshöhe in den oberen Geschossen erhielten die Hallen waagerechte, zwischen Eisenträgern eingespannte Gipsgussdecken. Zwei Oberlichter in der Decke des zweiten Obergeschosses sorgten für Licht auf den beiden Treppenläufen bis zum Erdgeschoss. In das schmiedeeiserne Treppengeländer mit hölzernen Handläufen integrierte Kandelaber und eiserne Deckenleuchten, wie die Beleuchtung im ganzen Haus ursprünglich mit Gas betrieben, erhellten das Haupttreppenhaus bei Dunkelheit. Das zweite und dritte Obergeschoss verbindet nur eine einfachere Eisentreppe, die ein drittes Oberlicht erhellt.
Den Zugang zum Haupttreppenhaus vermittelt die von einem korbbogenförmigen Tonnengewölbe überspannte Eingangshalle. Eine geschwungene Freitreppe aus Granit mit schmiedeeisernem Geländer, der Terrazzofußboden mit den eingelegten Mustern und die aufwändige Deckenlaterne aus Schmiedeeisen vermittelten dem Besucher etwas Schlossgefühl im Sitz der Eisenbahndirektion. Eine aufwändigere Gestaltung erfuhren auch die Hallen, wo die Flure der Flügel in den Ecken des Gebäudes mit dem Flur des Hauptflügels zusammenstoßen. Zwei Granitpfeiler tragen dort die aus Kreuz- und Tonnengewölben zusammengesetzte Decke über den Räumen in Form unregelmäßiger Sechsecke.
Die Flurböden der repräsentativeren und mehr begangenen Bereiche erhielten einen Terrazzobelag, während in den übrigen Räumen Linoleum auf einem Gips- oder Zementestrich ausgelegt wurde. Wegen der fehlenden Unterkellerung stattete die Eisenbahndirektion nur vereinzelte Räume des Sockelgeschosses der Kälte wegen mit Holzfußböden aus, was Berlin und seine Bauten 1896 zur Anmerkung veranlasste, dass hier in einem bei Staatsbauten ungewöhnlichen Umfange Holzfußböden ausgeschlossen worden sind.

## Fassaden

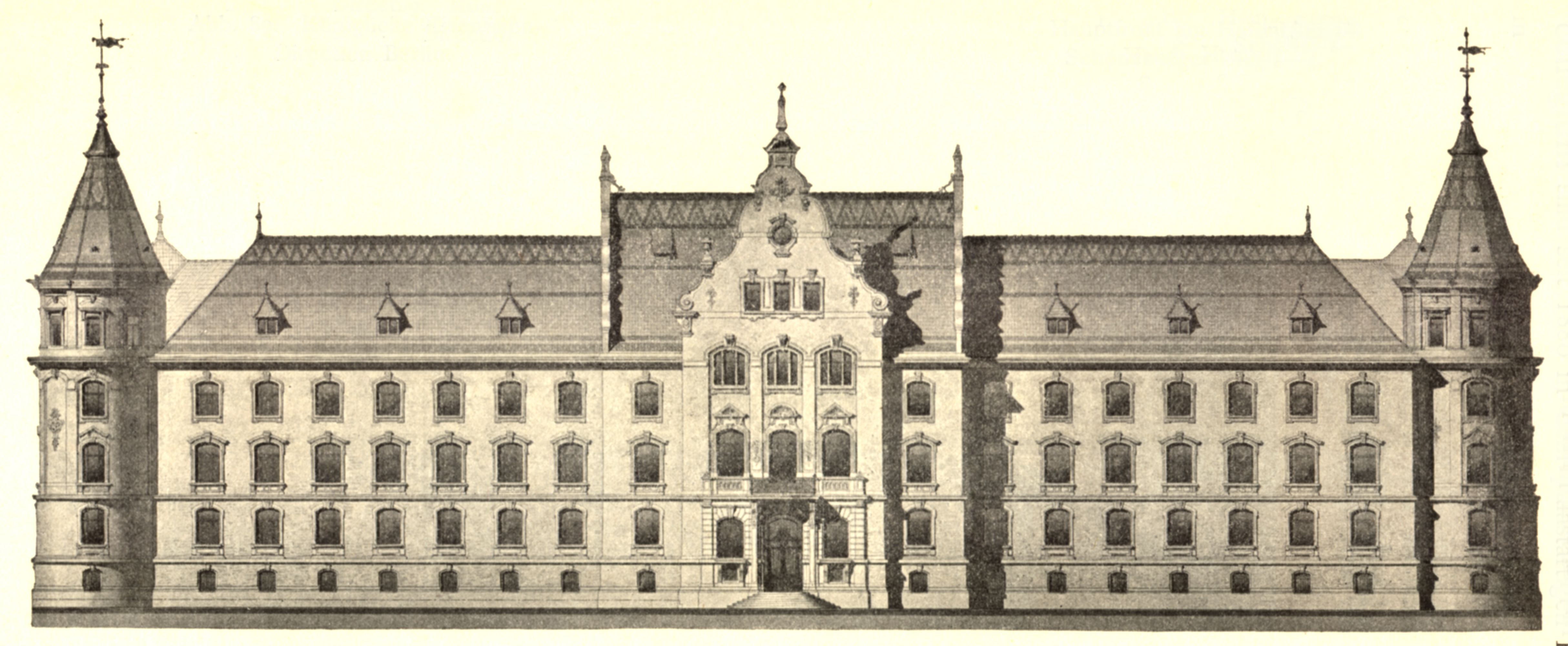
Hauptfassade gegen das Schöneberger Ufer

Die Fassaden des Dienstgebäudes der Eisenbahndirektion nehmen mit ihren Volutengiebeln, Türmen und schmiedeeisernen Mauerankern Formen der deutschen Renaissance auf. Die Flächen aus rötlichen, weiß verfugten Klinkern bestimmen im Wesentlichen Bild und Farbe des Baus, da Wegner nur die Gliederungen wie Fensterrahmungen, Gesimse und einzelne Ornamente in Sandstein ausführen lassen durfte. Selbst dort musste er aber noch streng auf die Kosten achten, sodass nur für die Sandsteinarbeiten an den bevorzugteren Gebäudeteilen wie dem Mittelrisalit Heuscheuer Sandstein aus Schlesien zum Einsatz kam. Die übrigen Sandsteinteile waren aus kostengünstigerem Warthauer Sandstein aus Schlesien und an der Rückseite ist die Verwendung von Haustein auf das nothwendigste beschränkt. Wohl leicht resigniert schrieb Wegner 1896 deshalb im Centralblatt der Bauverwaltung zur baulichen Ausstattung des Gebäudes, dass es alle an ein Gebäude dieser Bedeutung zu stellenden Anforderungen an Dauerhaftigkeit erfülle und innerhalb der für Staatsbauten aus Kostenrücksichten gebotenen Grenzen monumentales Gepräge erreiche.

### Hauptfassade am Schöneberger Ufer

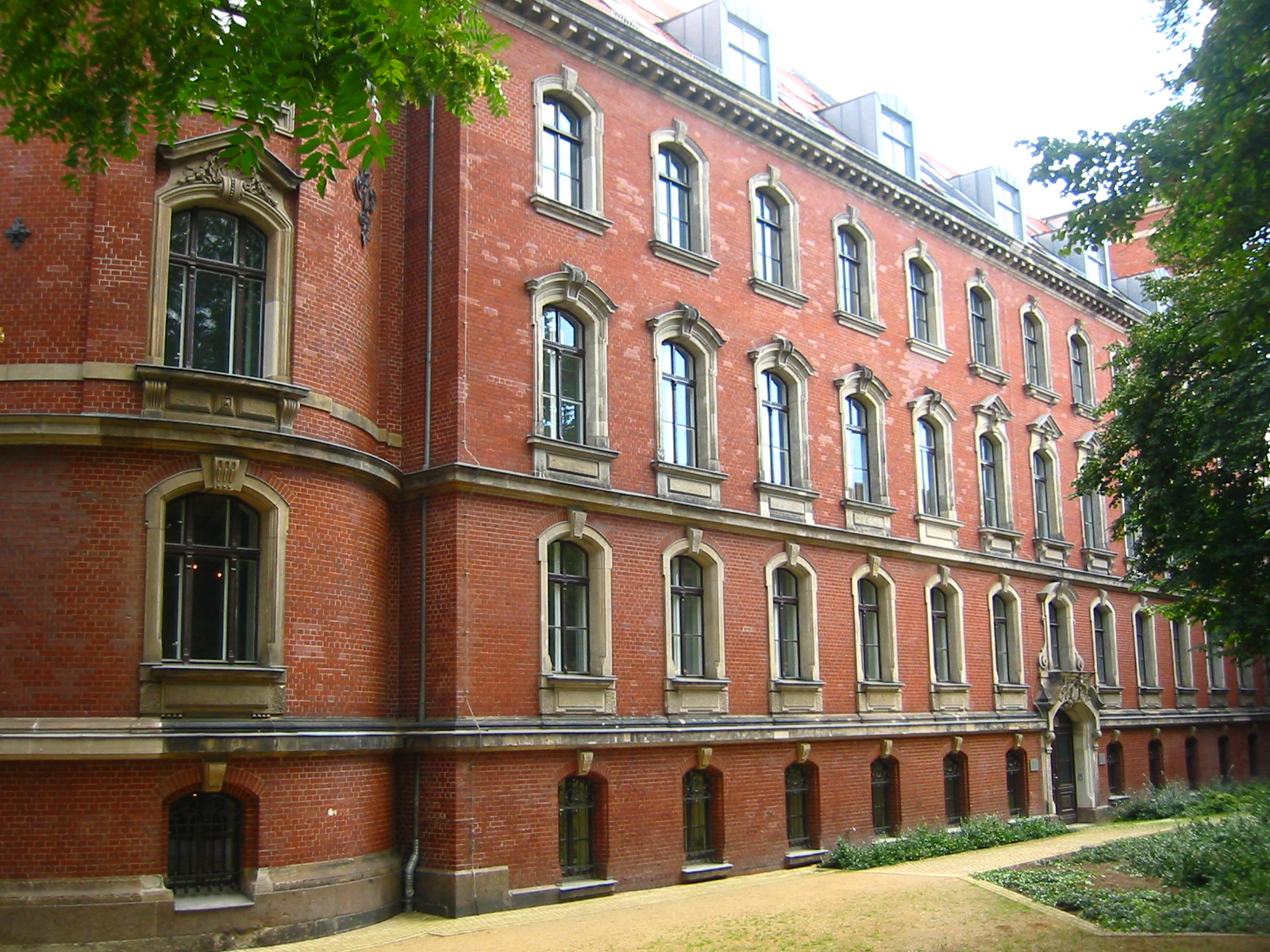
Westliche Seitenfassade

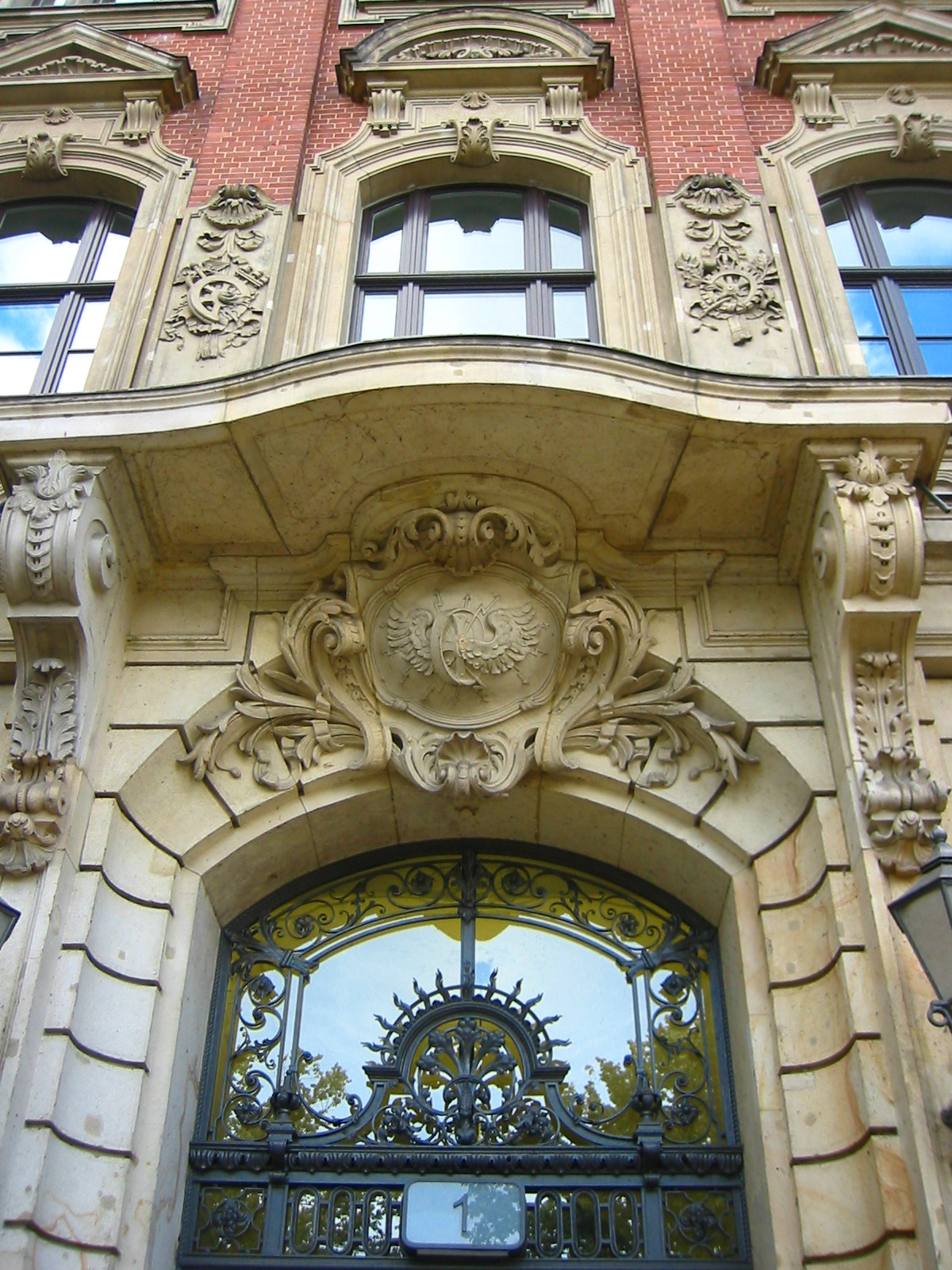
Hauptportal, darüber die Fenster des Sitzungszimmers im ersten Obergeschoss

Die Hauptfassade am Schöneberger Ufer dominieren der um ungefähr drei Meter vortretende Mittelbau und die beiden ursprünglich mit Wetterfahnen bekrönten Ecktürme. Die dazwischen liegenden Wandflächen mit je sieben Fensterachsen zeigen den gleichen Aufbau wie die beiden Seitenfassaden, deren Details aber einfacher gearbeitet sind. Über einem Granitsockel folgen die einfachen, vergitterten Segmentbogenfenster des Sockelgeschosses mit einem Schlussstein aus Werkstein knapp unter dem Gesims, welches das Sockelgeschoss vom Erdgeschoss trennt. Die Fenster des Erdgeschosses sind mit Rahmung, Brüstung und Fensterbank aus Sandstein bereits aufwändiger gestaltet. Die Fenster des ersten Obergeschosses mit der breiteren, leicht vorkragenden und von Konsolen gestützten Fensterbank, der zusätzlichen Verdachung und den reicher behauenen Schlusssteinen zeigen die reichste Gestaltung. Durch den Wegfall der Verdachung und der Fensterbrüstung reduziert sich der Schmuck bei den Fenstern des zweiten Obergeschosses wieder. Darüber folgt das von Konsolen getragene einfache Dachgesims aus Sandstein.
Im vortretenden Mittelbau betont ein seinerseits circa ein Meter vortretender dreiachsiger, von einem Volutengiebel bekrönter Risalit die Mittelachse. Den mit aufwändigen schmiedeeisernen Gittern verzierten Haupteingang rahmt eine gekehlte Einfassung, die sich oben zur Aufnahme einer Kartusche mit dem Flügelrad als Symbol des Eisenbahnverkehrs weitet. Zwei Konsolen links und rechts des Portals tragen die Platte eines Balkons, an dessen heute verschwundenem Geländer ein Eisenschild in vergoldeten Buchstaben mit Königl. Eisenbahn-Direktion Zweck und Herrn des Hauses nannte. Die Pracht setzt sich fort in den beiden begleitenden Segmentbogenfenstern, auch sie mit aufwändigen Gittern, Schlusssteinen und vorkragenden Fensterbänken. Die gesamte Zone um das Portal und die beiden Fenster sind mit Sandsteinquadern verkleidet und schließen mit je einem gequaderten Pilaster gegen die umgebende Klinkerverblendung ab.
Vier leicht vortretende Wandpfeiler fassen das erste und zweite Obergeschoss zusammen. Die dazwischenliegenden drei Segmentbogenfenster des überhohen Sitzungssaales manifestieren durch die Sandsteinbrüstung und durch die von Konsolen getragenen Verdachungen – ein Segmentbogengiebel in der Mittelachse und Dreiecksgiebel außen mit einer Muschel im Giebelfeld – die Bedeutung des Sitzungssaales an der Fassade. Zwei beinahe bis zum Sturz der Fenster reichende hochrechteckige Sandsteinplatten mit je einem an den Einrollungen des Rahmens und einer daran hängenden Muschel befestigten Gehänge aus Bändern, Hermesstab, Flügelrad und Telegrafenstangen links und gekreuzten Lorbeerzweigen, Bändern, Zahnrad und Fliehkraftregler rechts, symbolisieren die Dienstabteilungen der Eisenbahndirektion. Das Zahnrad steht für die Werkstätten, der Fliehkraftregler für die Maschineninspektion, der Telegrafenmast naheliegend für die Telegrafeninspektion, das Flügelrad für die Betriebsinspektion und der Hermesstab für die Verkehrsinspektion. Drei Segmentbögen verbinden im nächsten Geschoss die Wandpfeiler. Drei dreiflügelige Fenster mit steinernen Fensterkreuzen folgen der Wölbung der Bögen und erhellen den Zeichensaal, der wegen des darunterliegenden überhohen Sitzungssaales über dem Niveau des zweiten Obergeschosses liegt. Über einem Sandsteinband folgen drei eng nebeneinander gereihte, kleinere Rechteckfenster und darüber ein ovales Giebelfenster. An der Spitze des Giebels zeigt eine Tafel das Jahr 1894.

### Ecktürme und Seitenfassaden

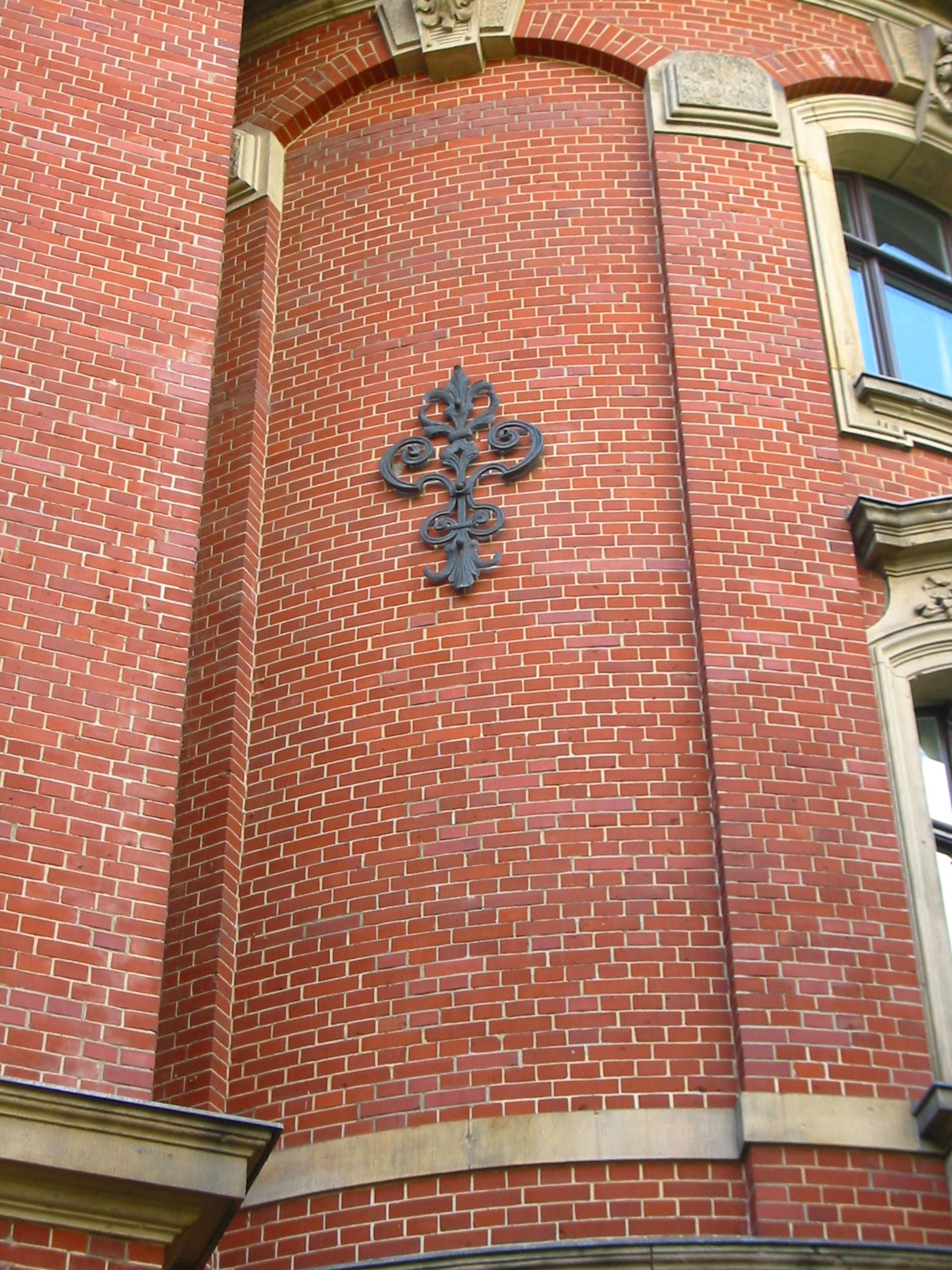
Eckturm mit Maueranker

An den Ecktürmen verklammern leicht vortretende Wandpfeiler das zweite und dritte Stockwerk. Gemauerte Segmentbögen mit Anfangs- und Schlusssteinen aus Werkstein verbinden die Wandpfeiler unter dem Dachgesims. Die Wandflächen an den Gebäudeecken und die Anschlüsse an die Fassaden sind ausgemauert und in der Mitte mit schmiedeeisernen Wandankern ohne statische Funktion verziert. Die beiden anderen Zwischenflächen sind in Fenstern aufgelöst, in der Form ähnlich denen der Hauptfassade, im Detail etwas aufwändiger wie etwa die Muscheln im Giebelfeld der Verdachung im ersten Obergeschoss. Im dritten Obergeschoss setzen über dem Gesims der Hauptfassade sechs Wandpfeiler diejenigen der unteren Geschosse fort und tragen das Dachgesims der Türme aus Werkstein. Alle Zwischenflächen füllen gerade verdachte Fenster.
Die dreizehnachsigen Seitenfassaden zeigen den gleichen Aufbau wie die Hauptfassade. Im Sockelgeschoss führt je in der mittleren siebten Achse ein reicher gestaltetes Portal zum Nebentreppenhaus, das sich – anders als die drei pompös mit Dreiecksgiebeln verdachten Erdgeschossfenster glauben machen wollen – auf der Hofseite befindet. Die Hoffassaden ließ Wagner mit helleren, gelblichen Klinkern verblenden, die weniger Licht absorbieren – nur für die Gesimse und für die eingelegten Muster verwendete er rote Formsteine und Klinker als Kontrast.

## Sitz der Reichsbahndirektion Berlin und Erweiterung in den 1930er Jahren

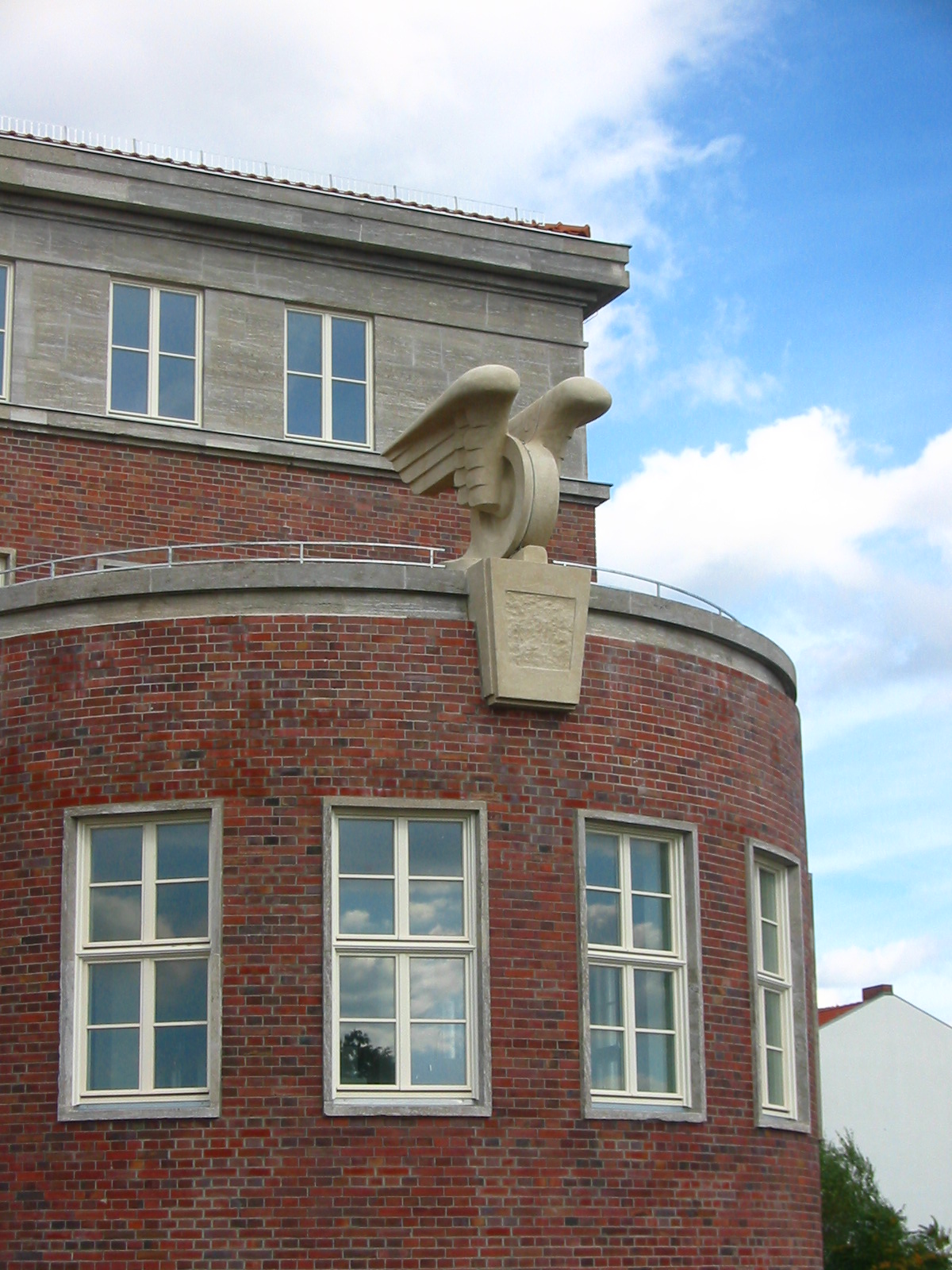
Dynamischer Eckbau, bekrönt durch ein Flügelrad

Infolge der Novemberrevolution besetzten am 7. Januar 1919 Aufständische die Eisenbahndirektion. Auch die Behörde selber war als Königliche Eisenbahndirektion von den Umwälzungen nach dem Untergang der Monarchie betroffen. Die Preußischen Staatseisenbahnen gingen per 1. April 1920 in die Reichseisenbahn über, der späteren Deutschen Reichsbahn, und das Gebäude diente nun als Sitz der Reichsbahndirektion Berlin. Eine gewisse Bekanntheit erreichte das Gebäude im Jahr 1928 durch den versuchten Einbruch der Gebrüder Sass, die die dort lagernden Lohngelder aus dem Tresor entwenden wollten. Die Eisenbahndirektion wird auch mehrmals in Hans Falladas Roman „Ein Mann will nach oben“ erwähnt. 1929 bis 1938 errichtete die Reichsbahndirektion einen Erweiterungsbau an der Rückfassade zum Gleisdreieck hin. Die wie der Ursprungsbau mit rötlichen Klinkern verblendete Erweiterung des Architekten Richard Brademann, im obersten Geschoss mit Travertin verkleidet, erweiterte den Komplex entlang der Schöneberger Straße und entlang der Gleisstränge um zwei neue Innenhöfe in den architektonischen Formen der späten 1920er Jahre. Markant ist der gerundete, „dynamische“ Eckbau, bekrönt von einem Flügelrad, am südlichen Ende des Erweiterungsbaues beim Eingang zum U-Bahnhof Gleisdreieck. Beim Altbau setzte der Architekt ein zusätzliches Geschoss auf den Mittel- und die Hinterflügel.

## Nachkriegszeit und Gegenwart
Nach dem Zweiten Weltkrieg, den der Bau nahezu unbeschadet überstand, nutzte die Reichsbahn, nun unter der Kontrolle der Sowjetischen Militäradministration in Deutschland, das Gebäude weiterhin. Soldaten der Roten Armee bewachten das nun im Dienstgebäude untergebrachte, exterritorial gelegene Hauptquartier der sowjetischen Transportabteilung. Im April 1948 erzwang die Militärpolizei der Amerikaner, in deren Sektor die Eisenbahndirektion in der geteilten Stadt lag, den Abzug der sowjetischen Soldaten und besetzte das Gebäude. Der Vorfall führte zu Störungen des S-Bahn-Verkehrs in West-Berlin, so dass die Amerikaner wieder abzogen, um weitere Störungen zu vermeiden. An ihre Stelle trat die Transportpolizei, die für die Sicherheit und Überwachung des Verkehrs der Deutschen Reichsbahn zuständig war, darunter auch die Kontrolle des S-Bahn-Verkehrs. Beim Eisenbahnerstreik stürmten rund 200 streikende Eisenbahner, welche die Bezahlung ihrer Löhne in Westmark statt in Ostmark forderten, in der Nacht vom 8. auf den 9. Juni 1949 das Haus. Diesen Vorfall nahm die Reichsbahndirektion Berlin zum Anlass, ihren Sitz nach Ost-Berlin ins Metallgewerkschaftshaus in der Elsasser Straße 85/85 (1951 umbenannt und umnummeriert in Wilhelm-Pieck-Straße 140/142), ab 1994 wieder wie vor 1873 als Torstraße bezeichnet, zu verlegen. Bei einem weiteren Zwischenfall im Januar 1950 entwaffnete die Berliner Polizei die im Gebäude stationierten Transportpolizisten. Der amerikanische und der sowjetische Stadtkommandant einigten sich auf die Räumung des Gebäudes und die Rückgabe an die Reichsbahn. Diese richtete darin 1958 eine Poliklinik für ihre Angestellten in West-Berlin ein. Weitere Räume nutzten die Betriebsschule, das Bahnarchiv und eine Telefonzentrale.
Ende der 1980er Jahre kaufte der West-Berliner Senat die Eisenbahndirektion, gab sie jedoch nach der Deutschen Wiedervereinigung der Reichsbahn zurück. 1990 ging die Deutsche Reichsbahn per 1. Januar 1994 zusammen mit der Deutschen Bundesbahn in der Deutschen Bahn AG auf. Die neue Eigentümerin sanierte von 1991 bis 1995 die Eisenbahndirektion für rund 70 Millionen DM. Neben der Erneuerung der bestehenden Räume in den unteren Geschossen umfasste das Bauprogramm auch den Ausbau des Dachgeschosses. Der Grundriss orientierte sich dabei am Konzept der bestehenden Geschosse mit den entlang der Flure aufgereihten Dienstzimmer. So ließen sich das neue dritte und vierte Geschoss gut durch die aufgestockten Nebentreppenhäuser und eine neue Treppe über dem rechten Treppenlauf des Haupttreppenhauses erschließen. Die Dachlandschaft des Dienstgebäudes an den Straßenfronten veränderte sich beim Ausbau durch zusätzliche Gauben und Dachflächenfenster. Im Hofbereich ersetzen die um zwei Geschosse erhöhten Außenwände die bisherige Dachkonstruktion. Nach der Generalsanierung bezog die Zentrale der Niederlassung Berlin der Deutschen Bahn das Haus bis 2002. Von Anfang 2006 bis 2017 diente das ehemalige Dienstgebäude der Eisenbahndirektion nach längerem Leerstand als weltweiter Hauptsitz von Bombardier Transportation. Im zweiten Bauteil haben die Axxonis Pharma AG (früher NeuroBiotec Pharma AG), die Kulturveranstaltungen des Bundes in Berlin GmbH (KBB), die auch die Berlinale organisiert, das Architekturbüro GAP mbH, die Rechtsanwälte, Notare und Steuerberaterin Bartelt, Elsbernd, Engel, Osvatic und Silz sowie Vivico Berlin ihren Sitz.
Seit August 2017 residiert die Verwaltung der Bundespolizeidirektion 11 im Dienstgebäude der Eisenbahndirektion. In dieser kurz Direktion 11 genannten Dienststelle wurden die fünf Spezialkräfteeinheiten und die Verantwortung für die Entschärfungsdienste der Bundespolizei unter zentraler Führungs- und Einsatzstruktur gebündelt. Dazu zählen u. a. die GSG 9 und die Bundespolizei-Fliegergruppe.